# Ivittuut

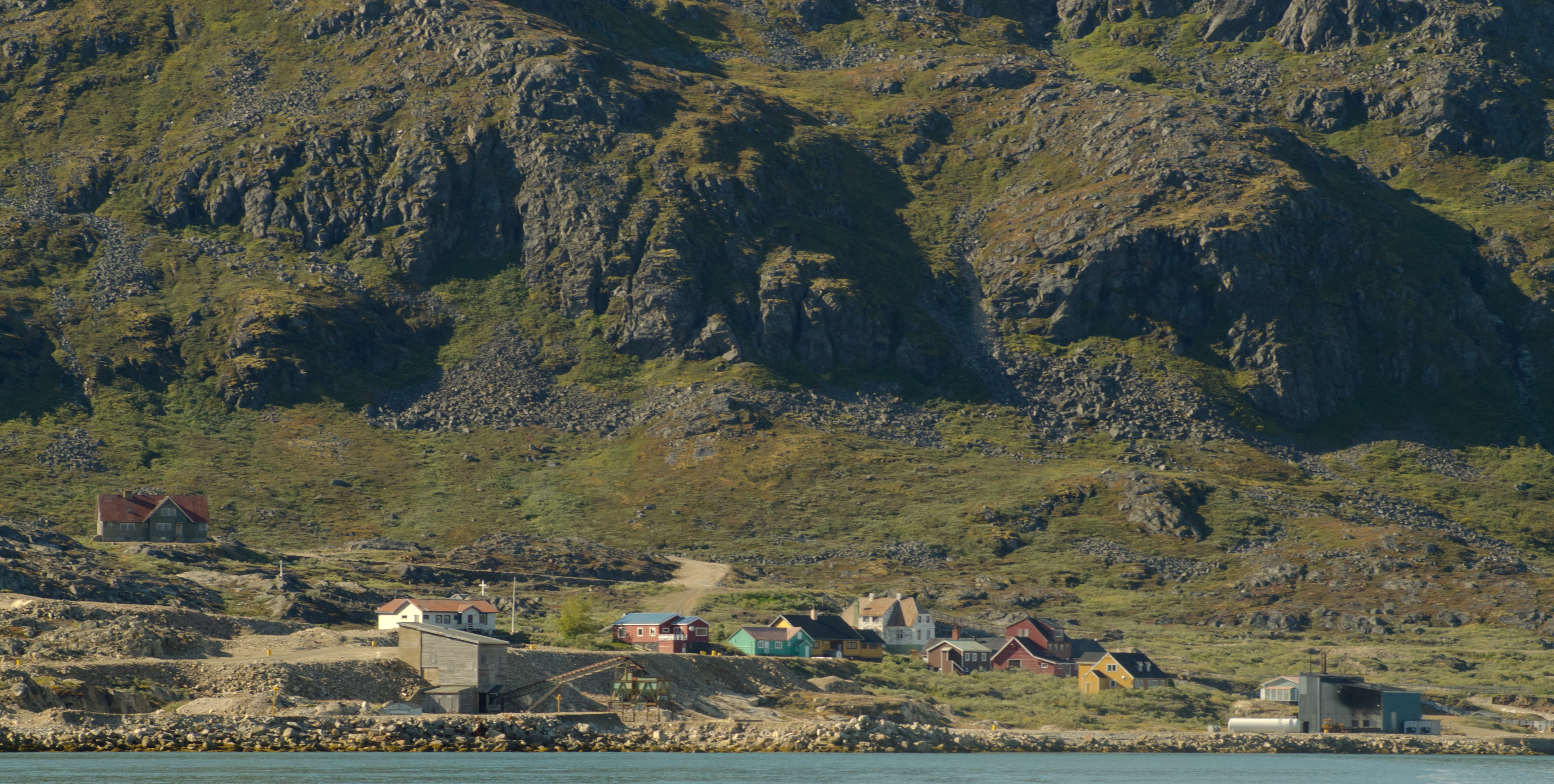
Ivittuut september 2011

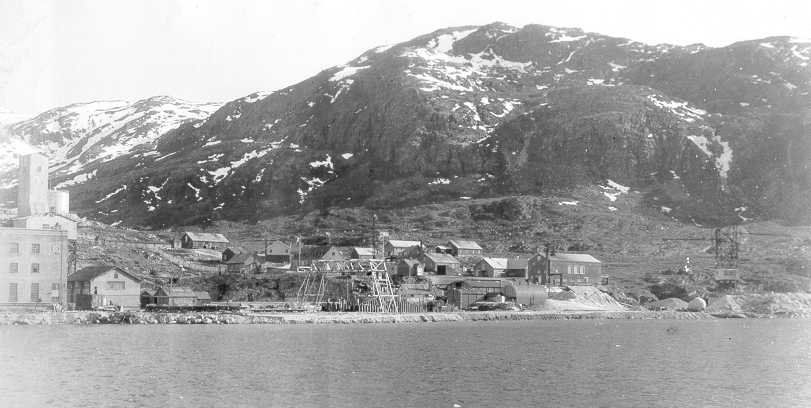
Kryolitgruvan 1940

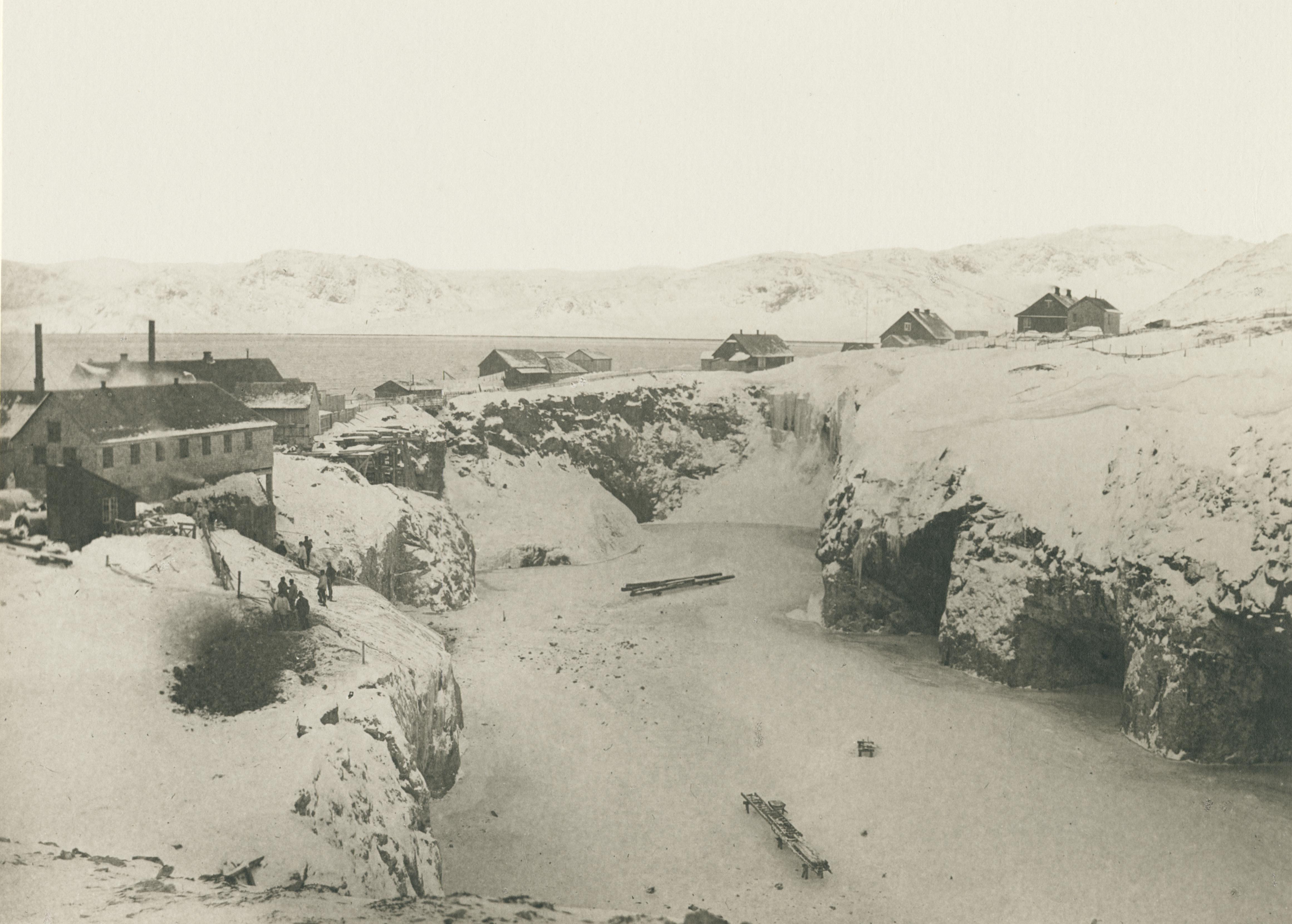
Dagbrottet 1900

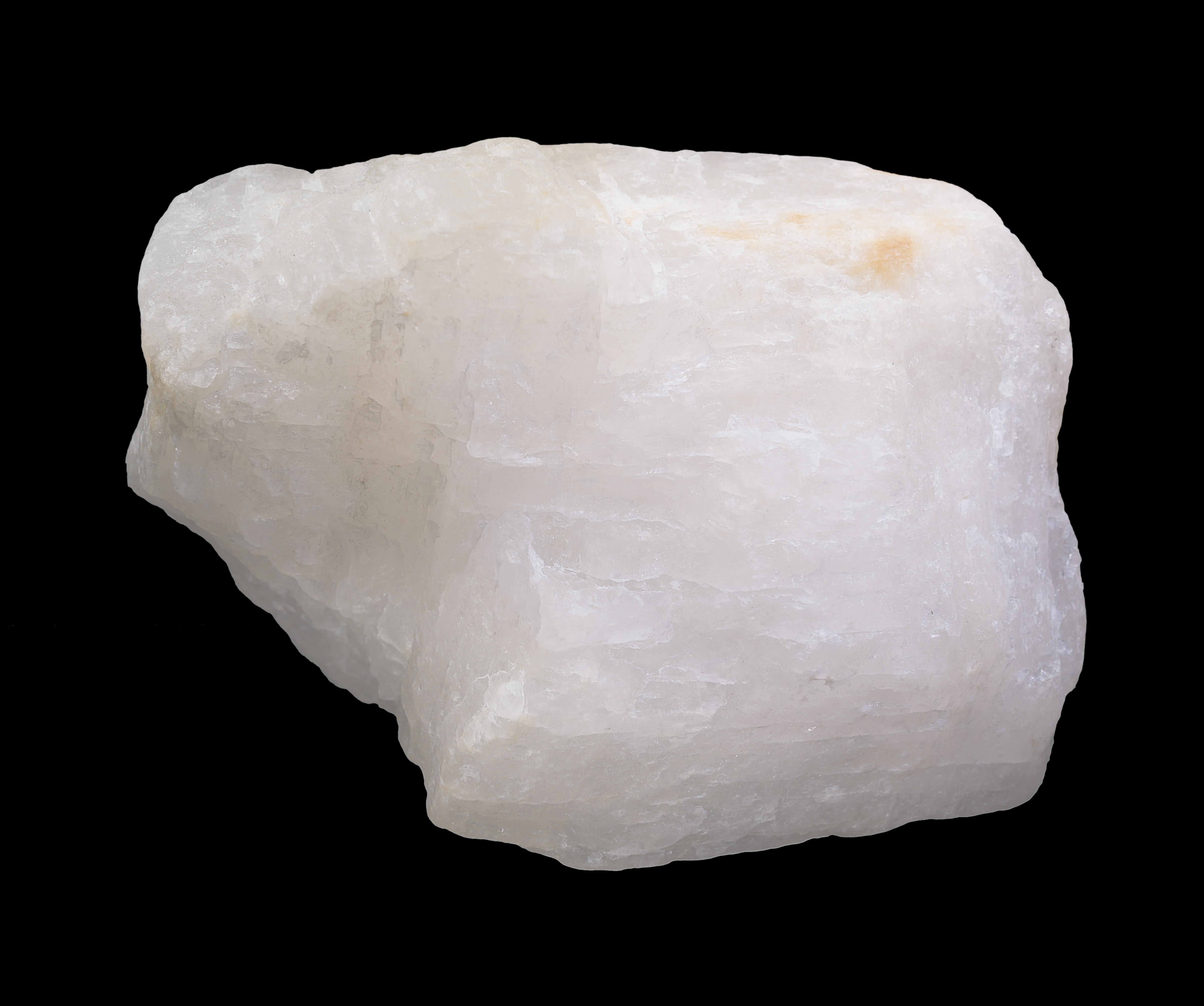
Kryolit

Ivittuut (danska: Ivigtut, tidigare Ivigtût (kalaallisut: "plats med gräs") är en övergiven gruvort i Sermersooqs kommun på Grönland. Fram till 1 januari 2009 var orten huvudort i Ivittuuts kommun i amtet Kitaa. Kommunen skapades år 1951, men upphörde i samband med den stora kommunreformen i Grönland 2009.
Ivittuut var Grönlands minsta kommun med en total areal på 600 km². Orten ligger mellan Arsukfjorden i norr och Qoornoqfjorden i söder. Några av husen har efter ortens avfolkning omvandlats till turisthärbärgen för sommarturism.
De fjäll som finns runt om i hela den före detta kommunen ligger på runt 600 – 800 meter över havet. Det högsta fjället heter Laksefjeld och har en högsta punkt på 1 091 meter över havet.
I Ivittuut bröts under 130 år fram till 1987 kryolit.

## Historik
I området har återfunnits rester av ett tjugotal gårdar från vikingatiden. Detta benämns "Mellersta bosättningen" och är en av tre bosättningar, vid sidan av de mer kända Austerbygd och Västerbygd. Mellersta bosättningen är den minsta av de tre, och det saknas skriftliga källor om dess bebyggare. Bosättningen verkar ha funnits åtminstone från år 985 och till 1300-talet.
En kryolitfyndighet upptäcktes 1799 och ådror av silverhaltig blymineral omkring denna utvanns av den brittiske ingenjören J.W. Tayler tills det konstaterades att silverhalten var för låg. Ett danskt företag började bryta kryolit 1859, och 1864 fick Kriolit Mine og Handels Selskabet utvinningsmonopol. De då etablerade gruvorna processade mineralet endast för dess innehåll av aluminium.
År 1884 uppfanns Hall-Heroultprocessen, som bygger på användning av den sällsynta kryoliten, men samtidigt väsentligt ökar utvinningen av aluminium ur bauxit. Därmed fick gruvan stor betydelse och låg till grund för USA:s ockupation av Grönland under andra världskriget. Efter andra världskriget bröts kryoliten av det danska Kryolitselskabet Øresund, vilket också såg till att Grønlandsfly, numera Air Greenland, grundades.
Senare har kryolit kunnat framställas på konstgjord väg, vilket ledde till gruvans nedgång och slutliga nedläggning 1987.